# Kreinraum
In der Funktionalanalysis ist ein Kreinraum (nach Mark Krein) ein Hilbertraum mit einer abgeschwächten Struktur: einem i. A. indefiniten inneren Produkt anstelle des üblichen Skalarprodukts. Eine genaue Definition findet sich weiter unten. In vielen Anwendungen ist die Theorie der Kreinräume ein sehr nützliches Werkzeug, beispielsweise bei Operatormatrizen oder bei bestimmten Differentialoperatoren.

## Inneres Produkt
Es sei {\displaystyle K} ein komplexer Vektorraum mit einem indefiniten inneren Produkt {\displaystyle [\cdot ,\cdot ]:K\times K\rightarrow \mathbb {C} }. Wir definieren damit die Teilmengen
{\displaystyle P_{++}:=\{x\in K:[x,x]>0\},}
{\displaystyle P_{0}:=\{x\in K:[x,x]=0\},}
{\displaystyle P_{--}:=\{x\in K:[x,x]<0\},}
{\displaystyle P_{+}:=P_{++}\cup P_{0},}
{\displaystyle P_{-}:=P_{--}\cup P_{0}.}
Die in diesen Mengen liegenden Vektoren heißen positiv, neutral, negativ, nichtnegativ beziehungsweise nichtpositiv. Einen Unterraum {\displaystyle L\subset K} mit {\displaystyle L\subset P_{++}\cup \{0\}}, {\displaystyle L\subset P_{0}}, {\displaystyle L\subset P_{--}\cup \{0\}}, {\displaystyle L\subset P_{+}} bzw. {\displaystyle L\subset P_{-}} nennt man positiv, neutral, negativ, nichtnegativ bzw. nichtpositiv. In allen diesen Fällen sagt man, {\displaystyle L} sei semidefinit. Einen Unterraum, der nicht semidefinit ist, nennt man indefinit.

## Definition des Kreinraumes
Es seien {\displaystyle K} ein komplexer Vektorraum und  {\displaystyle [\cdot ,\cdot ]} ein inneres Produkt auf {\displaystyle K}. Dann heißt {\displaystyle (K,[\cdot ,\cdot ])} ein Kreinraum, falls eine Zerlegung
{\displaystyle K=K_{+}[\dotplus ]K_{-}}
existiert, so dass {\displaystyle (K_{+},[\cdot ,\cdot ])} und {\displaystyle (K_{-},-[\cdot ,\cdot ])} Hilberträume sind. {\displaystyle [\dotplus ]} bezeichnet hier die orthogonale direkte Summe (das heißt die Summe ist direkt, und {\displaystyle K_{+}} und {\displaystyle K_{-}} stehen bzgl. des inneren Produktes {\displaystyle [\cdot ,\cdot ]} senkrecht aufeinander). Eine Zerlegung des Raumes {\displaystyle K} der obigen Gestalt wird Fundamentalzerlegung genannt.

## Fundamentalsymmetrie
Im folgenden sei {\displaystyle (K,[\cdot ,\cdot ]\,)} ein Kreinraum. Mit Hilfe der obigen Fundamentalzerlegung lässt sich auf {\displaystyle K} ein Skalarprodukt definieren
{\displaystyle (x,y):=[x_{+},y_{+}]-[x_{-},y_{-}],} mit {\displaystyle x=x_{+}+x_{-},\;y=y_{+}+y_{-},\;x_{\pm },y_{\pm }\in K_{\pm }.}
Damit ist {\displaystyle (K,(\cdot ,\cdot ))} ein Hilbertraum (siehe z. B. im Buch von T.Ya. Azizov und I.S. Iokhvidov). {\displaystyle (K,(\cdot ,\cdot ))} ist die orthogonale Summe der Hilberträume {\displaystyle (K_{+},[\cdot ,\cdot ]\,)} und {\displaystyle (K_{-},-[\cdot ,\cdot ]\,)}. Nun führen wir folgende Projektoren {\displaystyle P_{\pm }} ein:
{\displaystyle P_{\pm }x:=x_{\pm },{\mbox{ falls }}x\in K\,,\,x=x_{+}+x_{-}\,,\,x_{\pm }\in K_{\pm }.}
Der Operator {\displaystyle J:=P_{+}-P_{-}} heißt Fundamentalsymmetrie von {\displaystyle K}. Nun gilt {\displaystyle J^{2}=I} und {\displaystyle J=J^{*}=J^{-1}}, wobei mit {\displaystyle *} der adjungierte Operator bezüglich des Hilbertraumskalarproduktes {\displaystyle (\cdot ,\cdot )} bezeichnet wird. Ferner ist
{\displaystyle [x,y]=(Jx,y)\;,\;(x,y)=[Jx,y]} für {\displaystyle x,y\in K.}
Das Hilbertraumskalarprodukt {\displaystyle (\cdot ,\cdot )} hängt von der gewählten Fundamentalzerlegung  ab, die, mit Ausnahme des Falles, dass der ganze Raum positiv oder negativ ist, nicht eindeutig bestimmt ist. Aber es lässt sich zeigen (siehe z. B. Proposition 1.1 und 1.2 in der Arbeit von H. Langer in der unten stehenden Literaturliste), dass für zwei Fundamentalzerlegungen
{\displaystyle K=K_{+}[\dotplus ]\,K_{-}} und {\displaystyle K=K_{+}^{\prime }[\dotplus ]\,K_{-}^{\prime }}
von {\displaystyle K} die Dimensionen der entsprechenden Unterräume übereinstimmen,
{\displaystyle {\rm {dim}}\;K_{\pm }={\rm {dim}}\;K_{\pm }^{\prime },}
und die zugehörigen Hilbertraumskalarprodukte {\displaystyle (\cdot ,\cdot )} und{\displaystyle (\cdot ,\cdot )^{\prime }} äquivalente Normen erzeugen.  Alle Begriffe in einem Kreinraum, die Bezug auf eine Topologie nehmen, wie Stetigkeit, Abgeschlossenheit, Spektrum eines Operators in {\displaystyle K} usw. beziehen sich auf diese Hilbertraumtopologie.

## Pontrjaginraum
Falls {\displaystyle \kappa :=\min\{\dim K_{+},\dim K_{-}\}<\infty } ist, so wird der Kreinraum {\displaystyle (K,[\cdot ,\cdot ])} ein Pontrjaginraum oder auch {\displaystyle \Pi _{\kappa }}-Raum genannt
(benannt nach Lew Pontrjagin). In diesem Fall wird {\displaystyle \dim K_{+}} (bzw. {\displaystyle \dim K_{-}}) die Zahl der positiven (negativen) Quadrate des inneren Produktes {\displaystyle [\cdot ,\cdot ]} genannt.

## Weblink
- Harald Woracek: Operatortheorie im Krein-Raum (Kapitel 3, Seite 49; PDF; 1,7 MB). TU Wien, Vorlesungsskript.